# Lachnoderma
Lachnoderma is een geslacht van kevers uit de familie van de loopkevers (Carabidae). De wetenschappelijke naam van het geslacht is voor het eerst geldig gepubliceerd in 1873 door W.J. MacLeay.

## Soorten
Het geslacht Lachnoderma omvat de volgende soorten:
- Lachnoderma asperum Bates, 1883
- Lachnoderma biguttatum Bates, 1892
- Lachnoderma chebaling Tian & Deuve, 2001
- Lachnoderma cheni Tian & Deuve, 2001
- Lachnoderma cinctum W.J.MacLeay, 1873
- Lachnoderma confusum Tian & Deuve, 2001
- Lachnoderma foveolatum Sloane, 1915
- Lachnoderma hirsutum (Bates, 1873)
- Lachnoderma kathmanduense Kirschenhofer, 1994
- Lachnoderma maindroni Tian & Deuve, 2001
- Lachnoderma metallicum Tian & Deuve, 2001
- Lachnoderma nideki Louwerens, 1952
- Lachnoderma philippinense Jedlicka, 1934
- Lachnoderma polybothris Louwerens, 1967
- Lachnoderma tricolor Andrewes, 1926
- Lachnoderma vietnamense Kirschenhofer, 1996
- Lachnoderma yingdeicum Tian & Deuve, 2001